# Mitsubishi eK
El Mitsubishi eK (三菱・eK, Mitsubishi Īkei) és una sèrie de kei cars de la marca d'automòbils japonesa Mitsubishi Motors, produït des de 2013 per l'empresa NMKV, basat en el conegut model Minica i presentat per primera volta l'11 d'octubre de 2001. Segons la companyia, el nom d'"eK" correspon a les sigles de "excel·lent keijidōsha" o Kei car. Immediatament després de la seua presentació va rebre el "Good Design Award", provinent del Ministeri d'Economia, Comerç i Indústria del Japó l'any 2001. L'eK també s'ha comercialitzat amb lleugeres diferències estètiques amb el nom de Nissan Otti des de 2005 a 2013 i com a Nissan Dayz des de 2013.

## Primera generació (2001-2006)

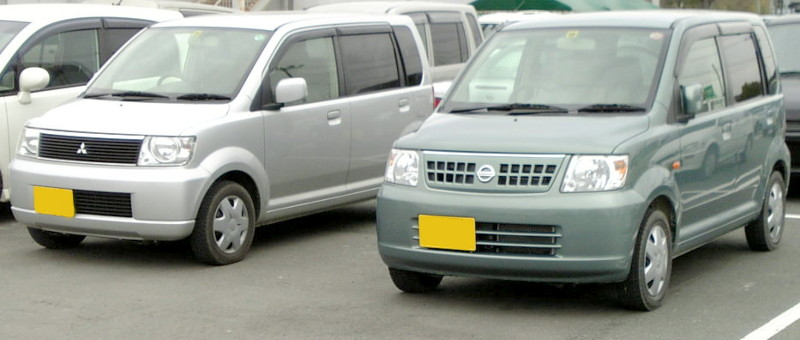
Mitsubishi eK i Nissan Otti

La primera generació de l'eK va ser presentada al mercat l'11 d'octubre de 2001, sent la versió Wagon la primera comercialitzada. La motorització consistia en un únic motor tricilíndric en línia de 658 centímetres cúbics, podent elegir entre tres transmissions: una manual de 5 velocitats i dues automàtiques de tres i quatre velocitats cadascuna i també entre tracció a les quatre rodes (AWD) o tracció al davant (FWD). El juny de 2005 Mitsubishi desenvolupà un acord amb Nissan i l'eK començà també a comercialitzar-se amb el nom d'Otti amb lleugers canvis estètics fins a l'octobre de 2006, quan va deixar de ser produït.

### eK Wagon
| eK Wagon |  | eK Wagon |
| eK Wagon |  |          |

L'eK Wagon (eKワゴン, eK Wagon), presentat l'11 d'octubre de 2001, fou el primer dels eK comercialitzats, estant bassat sobre la plataforma del Mitsubishi Minica i el Toppo BJ. Sobre la seua base es realitzaren les diferents versions i variants de la primera generació, així com el Nissan Otti. L'eK Wagon tractava de competir amb models de la seua categoria com el Daihatsu Move o el Suzuki Wagon R, entre d'altres.

### eK Sport
| eK Sport |  | eK Sport |
| eK Sport |  |          |

L'eK Sport (eKスポーツ, eK Supōtsu) va ser presentat el 2 de setembre de 2002, sent la segona versió dels eK després del Wagon. L'eK Sport consistia en un eK Wagon amb retocs estètics exteriors (com els baixos i la graella frontal) i interiors (tapisseria, detalls exclusius, etc.). L'eK Sport va mantindre's en producció hasta la fi de la generació sense canvis importants.

### eK Classy
| eK Classy (2004-2005) |  | eK Classy (2004-2005) |
| eK Classy (2004-2005) |  |                       |

L'eK Classy (eKクラッシィ, eK Kurasshi) va ser llançat al mercat domèstic el 26 de maig de 2003, sent la tercera variant comercialitzada després del Wagon (bàsic) i Sport (esportiu). L'eK Classy volia donar una imatge més refinada i luxosa amb detalls cromats i una graella frontal semblant a la del Mitsubishi Dion. L'eK Classy no va tindre contrapart a la gama del Nissan Otti. La producció i comercialització del eK Classy va finalitzar el 20 de desembre de 2005.

### eK Active
| eK Active |  | eK Active |
| eK Active |  |           |

L'eK Active (eKアクティブ, eK Akutibu) va ser l'últim dels eK de primera generació prensentats, el 25 de maig de 2004. L'eK Sport consistia en una versió crossover o CUV de l'eK Wagon. L'eK Active comptava amb una suspensió més elevada i amb una graella frontal que recordava a diveros tot-terrenys o SUVs de Mitsubishi de l'època com el Pajero, l'Outlander o el Lancer. L'eK Active té un substitut en el Mitsubishi eK X, presentat el 2019 i basat en la quarta generació de l'eK.